# IC 2730
IC 2730 је појединачна звијезда у сазвјежђу Лав која се налази на листи објеката дубоког неба у Индекс каталогу.
Деклинација објекта је + 12° 22' 0" а ректасцензија 11h 20m 7,4s.